# کریستین آریتا
کریستین آریتا (انگلیسی: Cristian Arrieta؛ زادهٔ ۱۸ سپتامبر ۱۹۷۹) بازیکن فوتبال اهل ایتالیا است.
از باشگاه‌هایی که در آن بازی کرده‌است می‌توان به باشگاه فوتبال آلساندریا، باشگاه فوتبال لچه، فیلادلفیا یونیون، و باشگاه فوتبال جنوآ اشاره کرد.
وی همچنین در تیم ملی فوتبال پورتوریکو بازی کرده‌است.